# Riksdagen 1859–1860
Riksdagen 1859–1860 ägde rum i Stockholm.

## Riksdagen och dess talmän
Ständerna sammanträdde till lagtima riksdag i mitten av oktober 1859 och riksdagen öppnades den 24 oktober. Till lantmarskalk utsågs förre justitiestatsministern Gustaf Sparre. Prästeståndets talman var ärkebiskopen Henrik Reuterdahl och dess vice talman var biskopen i Strängnäs Thure Annerstedt. Borgerskapets talman var borgmästaren i Jönköping Ferdinand Asker och dess vice talman var grosshandlaren Johan Gustaf Schwan i Stockholm. Bondeståndets talman var Nils Persson i Ringstorp från Kronobergs län, som även haft detta förtroende under riksdagen 1850–1851, och dess vice talman var Ola Svensson från Malmöhus län, riksdagsfullmäktige i Färs och Frosta härader. Till bondeståndets sekreterare förordnades advokatfiskalen Nils August Fröman.
Riksdagen avslutades den 30 oktober 1860.

## Grundlagen

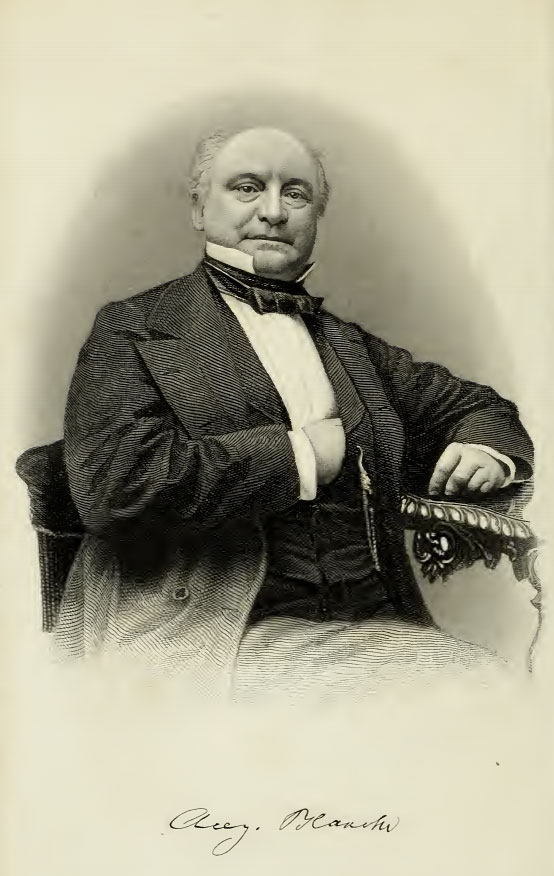
August Blanche gjorde framställning i borgarståndet om grundlagsfrågan.

Av de från riksdagen 1856–1858 vilande förslagen till grundlagsändringar, 20 till antalet, antogs endast två av samtliga stånden: det ena om ökning av antalet ledamöter i Högsta domstolens från 12 till högst 18, och det andra om rättighet för statsrådets ledamöter att delta i riksståndens gemensamma överläggningar.

### Förslag till representationsreform
Flera förslag till ändringar i grundlagarna förblev också vilande till nästa riksdag, men om något sådant till en mera genomgripande förändring av nationalrepresentationen kunde man inte förena sig, i anledning varav, mot slutet av riksdagen, inom borgar- och bondestånden beslöts skrivelser till Kungl. Maj:t om avlåtande av ett förslag till lösning av denna fråga. Hos borgarståndet gjordes den 17 oktober 1860 framställning härom av August Blanche, och den 24 oktober förenade sig ståndet om en skrivelse till Kungl. Maj:t med anhållan att
| ”                                                                    | Kongl. Maj:t täcktes låta utarbeta och för nästkommande Rikets Ständer framlägga förslag till en representations-reform, utgående från samfälda val inom alla samhällsklasser, utan avseende på stånd eller yrken, samt vilande på sådana grunder för valrätt och valbarhet, som de senare tidernas fortskridande politiska utveckling inom vår verldsdel och anspråk på lagbunden frihet påkalla, för att för framtiden uppfylla vilkoren för allmän rätt, i förening med allmän säkerhet. | „ |
| – Borgarståndets skrivelse till Kungl. Maj:t av den 24 oktober 1860. | |   |

Samma dag fattade även bondeståndet beslut om en skrivelse till Kungl. Maj:t om ståndets åsikter om ståndsfördelningens fördärvlighet. Bondeståndet företrädde principen om lika rösträtt för alla röstberättigade, och tänkte sig en riksdag med två kamrar, varav den andra utsåg den första för någon längre tidrymd, till exempel tre riksdagar. Av första kammarens ledamöter skulle en tredjedel bytas ut vid varje riksdags slut.

## Utvidgad religionsfrihet
På regeringens förslag upphävdes nu den lag som bestraffade avfall från "den rätta evangeliska läran" och övergång till "en villfarande lära" med landsförvisning. Vidare fick främmande trosbekännare hädanefter rätt att på vissa villkor bilda egna församlingar med fri religionsövning. Ett ytterligare steg på religionsfrihetens väg tog 1859–60 års riksdag genom att utvidga den religionsfrihet Gustav III givit judarna, som nu inte bara fick rätt att bosätta sig var som helst i riket, och där förvärva fast egendom, utan också ingå äktenskap med kristna trosbekännare.

## Riksdagsmän
- Prästeståndets ledamöter vid riksdagen 1859–1860